# Сіетл Кракен
«Сіетл Кракен» (англ. Seattle Kraken) — заснована у 2020 професіональна хокейна команда міста Сіетл у штаті Вашингтон. Команда — член Тихоокеанського дивізіону, Західної конференції, Національної хокейної ліги. Домашня арена «Сіетл Кракен» — «Кі-арена». 
У грудні 2018 року НХЛ схвалила пропозицію «Seattle Hockey Partners» надати місту Сіетл франчайзинг розширення. У липні 2020 року було оприлюднено назву та бренд «Кракен». «Кракен» є першою професійною хокейною командою, яка зіграла в Сіетлі відтоді, як «Сіетл Тотемс» Західної хокейної ліги провів останню гру в 1975 році, і перша хокейна команда Сіетла, яка змагалася за Кубок Стенлі з часів «Сіетл Метрополітенс», який виграв кубок у 1917 році. 26 жовтня 2021 року команда підняла банер, присвячений титулу команди 1917 року.

## Історія
4 грудня 2018 року рада керуючих НХЛ одноголосно проголосувала за те, щоб розширити лігу через команду Сіетла, і щоб вона почала грати в сезоні 2021–2022 років як член Тихоокеанського дивізіону Західної конференції. В результаті, «Аризона Койотс» мали бути переведені з Тихоокеанського дивізіону до Центрального, щоб збалансувати чотири дивізіони по вісім команд у кожному. Організація найняла Рона Френсіса як генерального менеджера, щоб ініціювати операції для команди.
23 липня 2020 року франчайзинг оголосив назву своєї команди «Сіетл Кракен», а також кольори команди, бренд і домашню форму. Назва команди походить від міфічного кракена скандинавського фольклору та його схожості з місцевим гігантським тихоокеанським восьминогом, який зустрічається у водах протоку Пьюджет-Саунд поблизу Сіетла. 30 квітня 2021 року франчайзинг сплатив останній внесок у розмірі 650 мільйонів доларів за розширення, офіційно зробивши «Сіетл Кракен» 32-ю командою НХЛ.